# Istanbul Cavaliers 2011-2012
Questa voce raccoglie le informazioni riguardanti gli Istanbul Cavaliers nelle competizioni ufficiali della stagione 2011-2012.

## 1. Lig 2011-2012

### Stagione regolare
| 27 novembre 2012 1ª giornata | Hacettepe Red Deers | 70 – 0 (25-0 14-0 21-0 10-0) | Istanbul Cavaliers |  |

| 11 dicembre 2011 2ª giornata | Istanbul Cavaliers | 0 – 35 | Ankara Cats |  |

| 19 febbraio 2012 4ª giornata | Istanbul Cavaliers | 0 – 35 | ODTÜ Falcons |  |

| 3 marzo 2012 5ª giornata | Boğaziçi Sultans | 35 – 0 (a tavolino) | Istanbul Cavaliers |  |

| 24 marzo 2012 6ª giornata | Istanbul Cavaliers | 0 – 35 | ITÜ Hornets |  |

| 15 aprile 2012 7ª giornata | Eastern Mediterranean Crows | 35 – 0 | Istanbul Cavaliers |  |

| 22 aprile 2012 8ª giornata | Istanbul Cavaliers | 0 – 35 | Gazi Warriors |  |

## Statistiche di squadra
| Competizione      | %Vittorie | In casa | In casa | In casa | In casa | In casa | In casa | In trasferta | In trasferta | In trasferta | In trasferta | In trasferta | In trasferta | Totale | Totale | Totale | Totale | Totale | Totale |
| Competizione      | %Vittorie | G       | V       | N       | P       | Pf      | Ps      | G            | V            | N            | P            | Pf           | Ps           | G      | V      | N      | P      | Pf     | Ps     |
| ----------------- | --------- | ------- | ------- | ------- | ------- | ------- | ------- | ------------ | ------------ | ------------ | ------------ | ------------ | ------------ | ------ | ------ | ------ | ------ | ------ | ------ |
| Stagione regolare | .000      | 4       | 0       | 0       | 4       | 0       | 140     | 3            | 0            | 0            | 3            | 0            | 140          | 7      | 0      | 0      | 7      | 0      | 280    |
| Totale            | .000      | 4       | 0       | 0       | 4       | 0       | 140     | 3            | 0            | 0            | 3            | 0            | 140          | 7      | 0      | 0      | 7      | 0      | 280    |